# 李宝 (敦煌公)
李宝（407年—459年10月15日），字怀素，小字衍孙，陇西郡狄道县（今甘肃省定西市临洮县）人，凉武昭王之孙，西凉骁骑将军、祈连酒泉晋昌三郡太守李翻之子，西凉灭亡多年后建立后西凉，最终归附北魏。

## 生平

### 败亡流放
西凉嘉兴四年（420年）七月，李宝的二伯西凉后主李歆被沮渠蒙逊击败后杀死，李宝的父亲李翻和叔叔李豫等人向西逃到敦煌，沮渠蒙逊遂进入酒泉，以索嗣的儿子索元绪代理敦煌太守。李翻又和哥哥李恂及他们的儿子们放弃敦煌，逃到北山，敦煌郡的宋承、张弘密信召请李恂，李恂因此带领千余骑兵返回敦煌，宋承、张弘等人推举他做凉州刺史。永建二年（421年）三月，沮渠蒙逊率领两万人进攻李恂，宋承等人打开敦煌城门投降，李恂自杀。沮渠蒙逊俘获了李宝，将他流放到姑臧囚禁起来。

### 北奔伊吾
北凉玄始十年（421年）十二月，李宝的舅舅晋昌郡太守唐契占据晋昌郡反叛北凉。玄始十二年（423年）四月，北凉世子沮渠政德攻克了晋昌，唐契、唐和带着李宝一起逃到伊吾，向柔然称臣，柔然封唐契为伊吾王。他们招集西凉的余留人民，归附的人有两千多家。李宝沉静典雅有器量，骁勇又善于安抚接纳，他谦恭地以礼接待来投者，深得来人的拥护，众人都接受他的调遣，常常希望报仇雪恨。

### 重据敦煌
北魏太平真君三年（442年）四月，魏太武帝拓跋焘派遣将领到敦煌讨伐沮渠无讳，沮渠无讳弃城横越沙漠逃走。李宝带领两千人从伊吾南下占据敦煌，修缮城池和府库，安定原来的百姓，图谋恢复先人的基业。此时李宝打算谋划归顺北魏，民众和臣僚多有不同的意见，李宝的长子李承当时只有十三岁，劝说李宝迅速确定重大的谋划，于是才定了下来。

### 归附北魏
太平真君三年十二月，李宝派遣弟弟李怀达和李承上表造访平城，李承随上表入北魏为人质。魏太武帝拓跋焘赞赏李宝的忠诚，拜李怀达为散骑常侍、敦煌郡太守，另外派遣使者授予李宝使持节、侍中、都督西垂诸军事、镇西大将军、开府仪同三司、兼领护西戎校尉、沙州牧、敦煌公，仍然镇守敦煌，四品以下的官员听任李宝秉承皇帝旨意非正式委任。
太平真君五年（444年），李宝入平城朝见，因此留在京师，出任外都大官，转任镇南将军、并州刺史，回朝后担任内都大官。魏文成帝拓跋濬初年，李宝代替司马文思镇守怀荒，改任镇北将军。太安五年九月戊辰（459年10月15日），李宝去世，虚岁五十三，魏文成帝下诏赐制服一套，赠以原本的官职镇北将军，谥号宣。

### 赠诗
段承根非常受李宝尊敬对待，他送给李宝有七首诗：
世道衰陵，淳风殆缅。衢交问鼎，路盈访玺。徇竞争驰，天机莫践。不有真宰，榛棘谁揃。
于皇我后，重明袭焕。文以息烦，武以静乱。剖蚌求珍，搜岩采干。野无投纶，朝盈逸翰。
自昔凉季，林焚渊涸。矫矫公子，鳞羽靡托。灵慧虽奋，祅氛未廓。凤戢昆丘，龙潜玄漠。
数不常扰，艰极则夷。奋翼幽裔，翰飞京师。珥蝉紫闼，杖节方畿。弼我王度，庶绩缉熙。
自余幽沦，眷参旧契。庶庇余光，优游卒岁。忻路未淹，离辔已际。顾难分歧，载张载继。
闻诸交旧，累圣叠曜。淳源虽漓，民怀余劭。思乐哲人，静以镇躁。蔼彼繁音，和此清调。
询下曰文，辨讦曰明。化由礼洽，政以宽成。勉崇仁教，播德简刑。倾首景风，迟闻休声。

## 禁婚家
唐朝显庆四年，唐高宗下诏禁止包括李宝六个儿子后裔在内的七姓十家自己做主互相通婚。

## 家族

### 祖父
- ，凉武昭王

### 父母
- 李翻，西凉骁骑将军、祁连晋昌三郡太守
- 晋昌唐氏，冠军将军、永兴桓侯唐瑶之女[36]

### 兄弟
- 李怀达，北魏散骑常侍、敦煌敦煌
- 李抗，刘宋晋寿、安陆、东莱三郡太守
- 李钦[37][38]

### 妻妾
李宝至少有四个妻妾，可考者两人
- 金城杨氏，前军参军杨袆之女，生李承[36][41]
- 陇西彭氏，西海郡太守彭含之女[36]

### 儿子
- 李承，北魏龙骧将军、荥阳郡太守、姑臧穆侯
- 李茂，北魏镇西将军、光禄大夫、敦煌恭侯
- 李辅，北魏镇远将军、颍川郡太守、襄武惠侯
- 李佐，北魏辅国将军、荆州刺史兼都官尚书、泾阳昭子
- 李公业，早卒
- 李冲，北魏镇南将军、侍中、尚书仆射、清渊文穆公

## 延伸阅读
[在维基数据编辑]
 《魏書/卷39》，出自魏收《魏书》